# Sealy Corporation
Die Sealy Corporation war einer der weltgrößten Matratzenhersteller. Auch Bettgestelle wurden produziert. Das US-Unternehmen begründet hat 1881 der Baumwollfarmer Daniel Haynes aus Sealy (Texas). Die Firma wuchs national wie international vor allem durch Vergabe von Produktionslizenzen. Heute ist der Sitz in Trinity (North Carolina). Die Sealy-Aktie war an der NYSE notiert, Hauptaktionär ist KKR. Sealy erzielte 2008 mit rund 4800 Mitarbeitern etwa 1,5 Mrd. USD Umsatz.
Sealy wurde 2013 von Tempur-Pedic International übernommen.

## Geschichte
Im Jahr 1881 lebte der Baumwollentkörnungsfabrikant Daniel Haynes in Sealy, westlich von Houston. Er begann, mit Baumwolle gefüllte Matratzen für seine Freunde und Nachbarn herzustellen. 1889 ließ er sich eine Erfindung patentieren, mit der er Baumwolle für seine Matratzen komprimierte. Schließlich wurden die Matratzen so beliebt, dass er die Patente an Hersteller in anderen Märkten verkaufen konnte. Der Begriff "Matratze von Sealy" wurde geprägt, um die Produkte zu beschreiben.
Im Jahr 1906 kaufte Earl Edwards, der als Werbefachmann sehr erfolgreich war, die Patente und erwarb von Haynes Kenntnisse über die Herstellung. Edwards nahm den Namen "Sealy" für sein neues Unternehmen an und erweiterte es auf einen nationalen Markt.
Da es an finanziellen Mitteln für die Herstellung fehlte, expandierte Sealy mit Hilfe einer Lizenzvergabe, ähnlich wie Coca-Cola. Bis 1920 hatte Sealy 28 lizenzierte Fabriken und war das erste Matratzenunternehmen, das über ein Lizenzprogramm expandierte.
Während der Weltwirtschaftskrise wurde die Matratzenindustrie hart getroffen. Sealy verlor die meisten seiner Lizenznehmer und entging selbst nur knapp dem Bankrott. Das Unternehmen schloss sich mit den überlebenden Lizenznehmern zusammen und gründete das Unternehmen, das bis 2013 als Sealy Incorporated bekannt ist.
Sealy operierte als Franchisegeber von seinem Hauptsitz in Chicago aus. Seine Lizenznehmer durften gemäß den Bedingungen ihrer Lizenzvereinbarung nur in einem bestimmten Handelsgebiet verkaufen, das nicht mit dem anderer Franchisenehmer kollidierte. Der größte Lizenznehmer, die in Cleveland ansässige Ohio Mattress Company (von der Familie Wuliger gegründet und von Ernest M. Wuliger geleitet), widersetzte sich diesen Beschränkungen und verkaufte in Märkten, die anderen Franchisenehmern vorbehalten waren. Der Konflikt führte dazu, dass Ohio Mattress 1971 eine Kartellklage gegen Sealy einreichte. Die Angelegenheit wurde fünfzehn Jahre später mit einem Beinahe-Totalsieg für Ohio Mattress entschieden. Da Sealy Incorporated nicht in der Lage war, die 77 Millionen Dollar aufzubringen, wurden alle anderen Franchisenehmer bis auf einen gezwungen, an Ohio Mattress zu verkaufen, und das Unternehmen wurde, gemessen am Umsatz, zum weltgrößten Hersteller von Bettwaren.
Das Handelsbankunternehmen Gibbons Green Van Amerongen übernahm Sealy im April 1989 im Rahmen einer fremdfinanzierten Übernahme, die den Sealy-Aktionären 965 Millionen US-Dollar einbrachte. First Boston gewährte der Übernahmefirma ein Überbrückungsdarlehen. Das gescheiterte Geschäft, das als Burning Bed bekannt wurde, führte zu einer dramatischen Verlangsamung der fremdfinanzierten Übernahmen. Gibbons Green wurde aufgelöst und First Boston wurde in die Arme der Credit Suisse gezwungen.
1990 übernahm Ohio Mattress den Namen Sealy, den es beim Kauf von Sealy Inc. erworben hatte. 1998 gab Sealy bekannt, dass das Unternehmen von Cleveland nach High Point umziehen würde.
Bain Capital und ein Team aus leitenden Angestellten von Sealy erwarben das Unternehmen 1997. Im Jahr 2004 wurde das Unternehmen von Kohlberg Kravis Roberts und einem Team des Sealy-Managements übernommen. Das Geschäft wurde mit 1,5 Mrd. USD bewertet, beinhaltete jedoch erhebliche Schulden. Das Unternehmen war bis 2005 in Privatbesitz. Am 30. Juni desselben Jahres kündigte es einen Börsengang von Stammaktien an. Das Unternehmen gab an, dass die Erlöse aus dem Börsengang zur Schuldentilgung, zur Finanzierung des weltweiten Geschäftsbetriebs und zur Bezahlung der Private-Equity-Firma Kohlberg Kravis Roberts für die „Beendigung unserer zukünftigen Verpflichtungen im Rahmen unserer Vereinbarung über Managementdienstleistungen“ verwendet werden sollten.
Im September 2012 gab Tempur-Pedic International (TPX) eine Vereinbarung zum Kauf von Sealy für rund 229 Millionen US-Dollar bekannt.
Die Unternehmenszentrale von Sealy befindet sich in Trinity, North Carolina. Obwohl Sealy auf seiner Website behauptet, der größte Matratzenhersteller der Welt zu sein, hatte Tempur-Pedic im Jahr 2011 einen höheren Umsatz als Sealy. Sealy hat 25 Werke in den USA und einen Anteil von 17,8 Prozent am Matratzenabsatz des Landes.
Sealy vertrieb die meisten seiner Matratzen unter seinen drei Hauptmarken: Sealy Posturepedic, Stearns & Foster und Bassett.